# Rohtang La
Le Rohtang La, ou col de Rohtang, est un col carrossable de haute montagne à 3 978 m d'altitude dans l'État d'Himachal Pradesh, en Inde, au Nord-Ouest de la chaîne himalayenne et reliant Manali, dans le district de Kullu, au Ladakh et à la vallée de Spiti. Fermé environ de novembre à mars et d'un accès réputé dangereux, le col est situé sur la route Manali-Leh, l'une des plus hautes du monde[réf. à confirmer].